# 碧綠工廠
碧綠工廠（英語：Verdant Works），又名蘇格蘭黃麻博物館（Scotland's Jute Museum），是一個位於蘇格蘭鄧迪的博物館，博物館前身為黃麻製造廠。1991年工廠被丹地文物信託買下，經修復後在1996年由威爾斯親王查爾斯主持下開幕。博物館以介紹紡織業為主題—一個曾經是城市經濟命脈的產業。
碧綠工廠在1987年被蘇格蘭文物局列入A項登錄建築，是丹地和蘇格蘭東部少數碩果僅存，仍保留原來樣貌的19世紀工業建築物。碧綠工廠是英國唯一一個介紹黃麻的博物館。

## 外部連結
- 官方網站 （页面存档备份，存于）

56°27′42″N 2°58′58″W / 56.461567°N 2.982905°W